# Fondue moitié-moitié
Pour les articles homonymes, voir Fondue.
La fondue moitié-moitié, aussi appelée fondue suisse, est une fondue typique de la Suisse.

## Ingrédients
Les ingrédients principaux sont le gruyère et le vacherin fribourgeois, tous deux présents en quantité identique, d'où le nom de la spécialité. Ces fromages sont mis à fondre dans un caquelon frotté d'ail avec du vin blanc. Cette fondue se déguste avec du pain coupé en gros dés.
La quantité habituelle de fromage par personne est de 200 grammes.

### Variantes
De la même façon que pour les autres fondues au fromage, plusieurs variantes à la recette de base existent. Suivant les textures ou les saveurs recherchées, d'autres ingrédients sont ajoutés. Ce sont notamment le kirsch, la farine de maïs ou la fécule de pomme de terre. Certains ajoutent du bicarbonate de sodium pour la rendre plus digeste.
On peut également ajouter des bolets séchés (25 grammes pour 4 personnes).
On peut également panacher des bolets et des tomates séchées (20 grammes de chaque).